# ناکومیاده
ناکومیاده (به لاتین: Nakomiady) یک روستا در لهستان است که در گمینا کنتژن واقع شده‌است. ناکومیاده ۶۷۰ نفر جمعیت دارد.